# Castelo de Plessis-Bourré

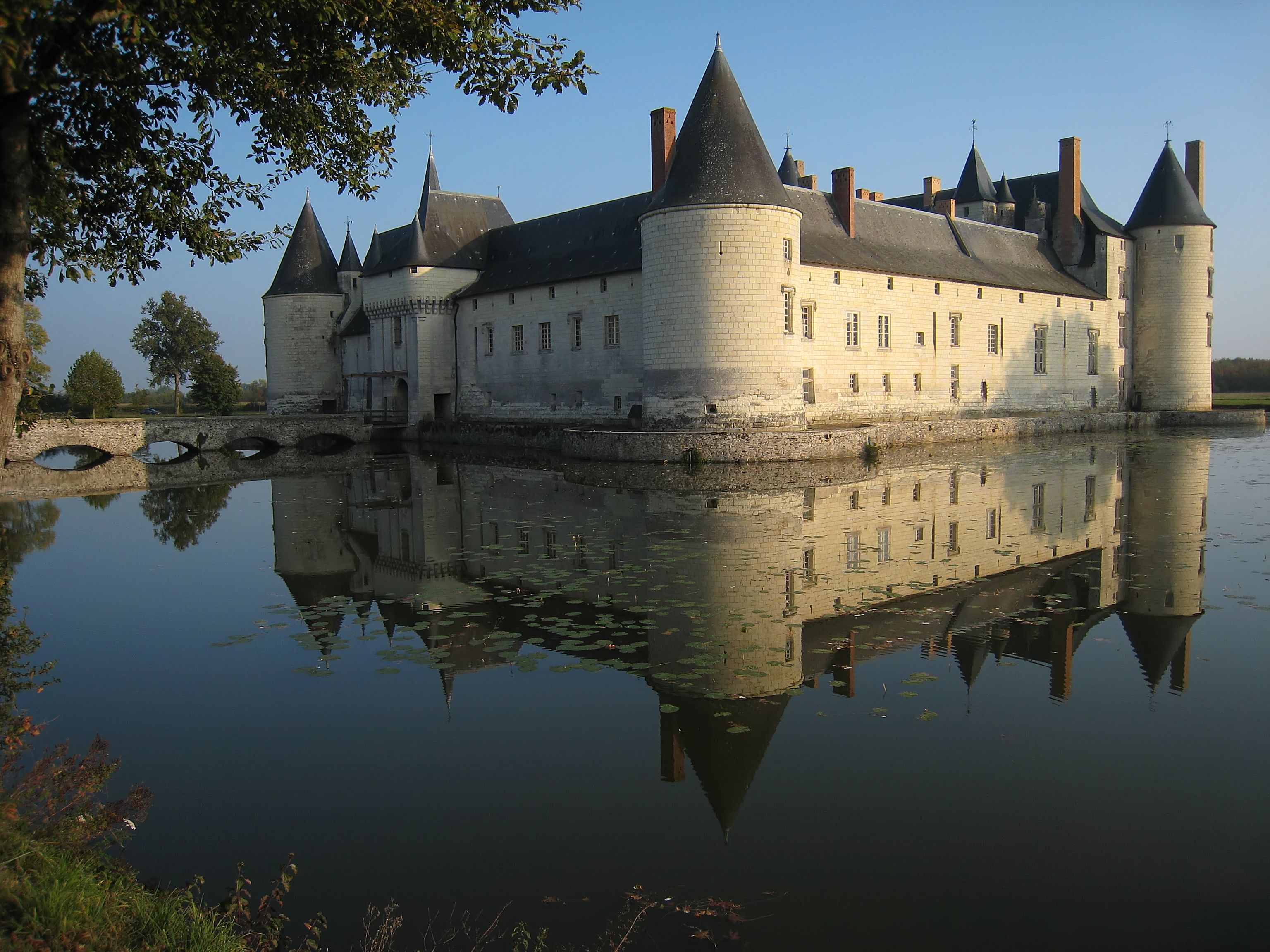
Vista geral do Castelo de Plessis-Bourré acima da lagoa.

O Castelo de Plessis-Bourré (em francês: Château du Plessis-Bourré) é um castelo do Vale do Loire, em França, que se situa no território da comuna de Écuillé, no departamento de Maine-et-Loire, quinze quilómetros a norte de Angers e a meio caminho entre os vales do Mayenne e do Sarthe.
Construído entre 1468 e 1472 por Jean Bourre, um confidente de Luís XI, figura entre os mais notáveis castelos do Loire, tendo sofrido poucas modificações quanto à sua arquitectura desde a sua construção, há mais de quatro séculos. O castelo foi classificado como monumento histórico no dia 1 de Junho de 1931, juntamente com a sua lagoa, 
os fossos e as avenidas.
Hoje, o Château du Plessis-Bourre é detido por diferentes membros da família de Reille-Soult da Dalmácia e gerido por Bruno e Antoinette de Sauvebeuf. Está aberto ao público para visitas.

## História

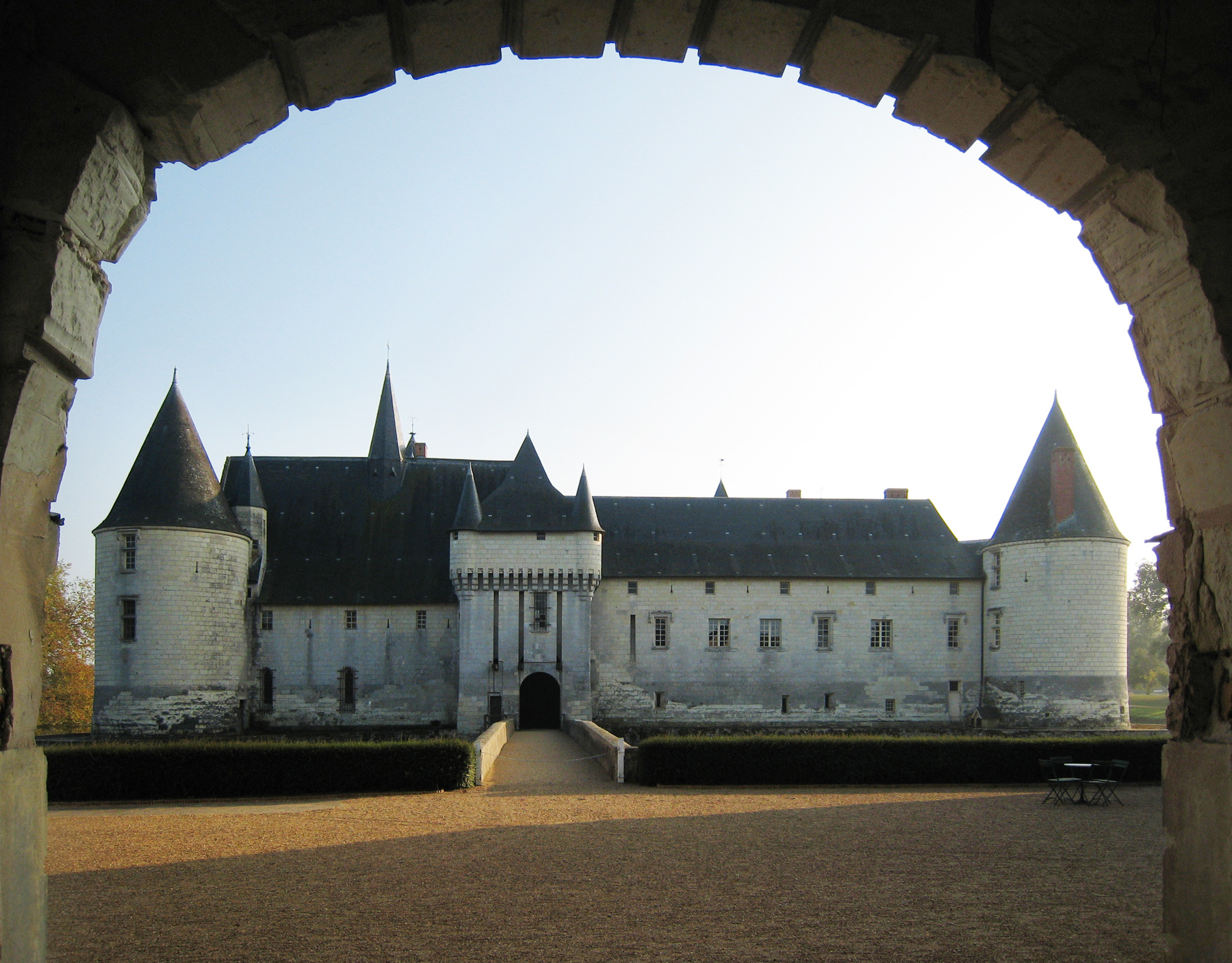
Entrada do Castelo de Plessis-Bourré.

Jean Bourré (1426-1506), grand argentier (tesoureiro) e principal confidente do rei de França Luís XI, fez a aquisição do domínio de Plessis-le Vent, propriedade da família de Sainte-Maureen, no dia 26 de Novembro de 1462. O novo proprietário, que já mandara erguer o Castelo de Langeais entre 1465 e 1467, mandou construir o castelo actual sobre esse antigo solar. Graças à sua riqueza, os trabalhos de construção progrediram rapidamente de modo que se pudesse mudar para o novo edifício em 1473.
Mais tarde, Charles Bourré foi camareiro do rei, senhor de Vaux e de Beaumont.
O castelo recebeu a visita de dois reis de França no século XV:
- Luís XI, no dia 17 de Abril de 1473, aquando dum périplo a Notre-Dame de Béhuard;
- Carlos VIII, no dia 10 de Junho de 1487, acompanhado da sua irmã mais velha, a regente Anne de Beaujeu.

Em 1751, o castelo foi comprado pela família de Ruillé,tendo Jean-Guillaume de Ruillé sido executado em 1794. 
Em 1850, o castelo estava à venda. Ninguém estava interessado na compra e o edifício estava em risco de ser transformado em pedreira de tufo quando o Mestre Avenant, notário em Angers, ansioso por preservar o lugar, decidiu comprá-lo em 1851.
Em 1911 foi comprado por Henri Vaïsse, sobrinho de Claude-Marius Vaïsse, prefeito e senador de Lyon sob o Segundo Império, apelidado de "Haussmann Lyonnais". Aquando da morte de Henri Vaïsse, este legou o castelo ao seu sobrinho François Reille-Soult, Duque da Dalmácia, deputado de Tarn, que o abriu ao público e criou o circuito de visita. 
Actualmente, o castelo ainda é uma propriedade privada habitada, pertencente a diferentes descendentes François Reille-Soult da Dalmácia.

## Arquitectura

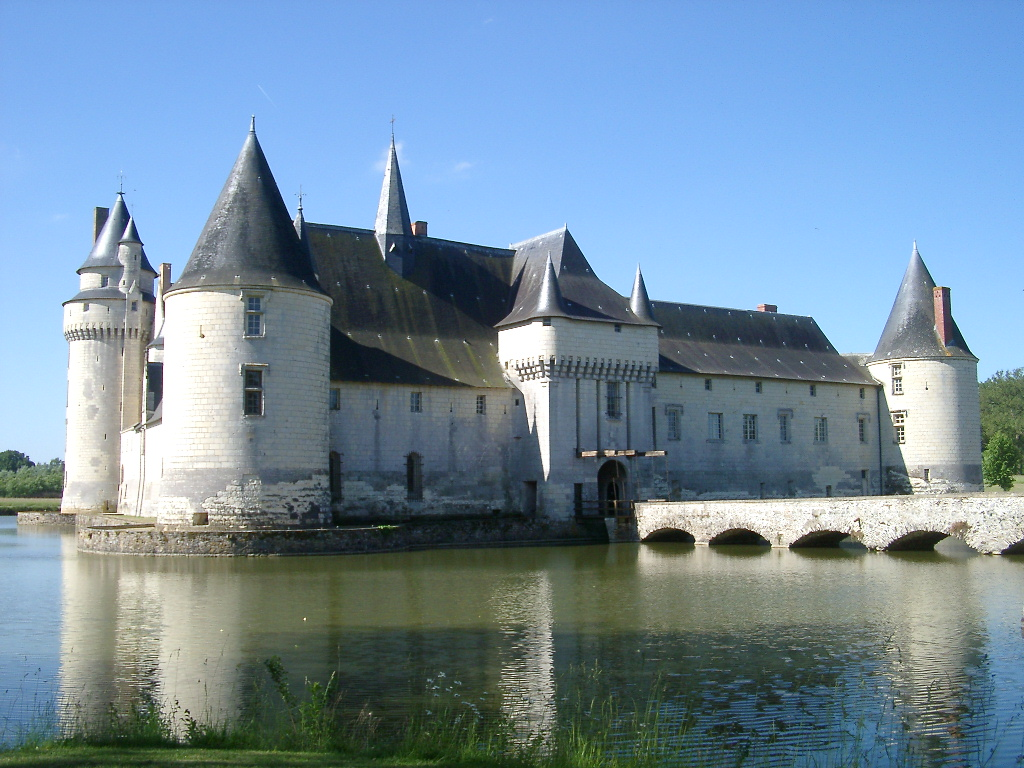
O corpo principal e a ponte sobre o fosso vistos de sudeste.

O espaço arranjado em volta do castelo cria a ilusão que o edifício sai das águas que o rodeiam.
Devido aos seus grandes fossos, que são franqueados por uma ponte de quarenta e quatro metros de comprimento, e a uma arquitectura claramente defensiva, com dupla ponte levadiça, torre de menagem e caminho de ronda, é uma fortaleza mas também uma residência de recreio. É esta particularidade que lhe confere as qualidades dum castelo dito de transição porque testemunha a chegada do Renascimento (altas janelas com mainéis, grandes salões), conservando as características de praça forte (quatro torres maciças, fossos, ponte levadiça e caminho de ronda).
Particularidade arquitectónica, os fossos não banham directamente os muros da fortaleza, existindo um pequeno terraço, com uma largura de três metros, que permitia aos artilheiros tomar posição em volta de todo o castelo.
No lado exterior, o castelo parece uma fortaleza. As quatro alas com torres arredondadas nas esquinas foi construída sobre uma grande superfície rectangular cercada pelas águas. A mais forte das torres é a torre de menagem, de quarenta e quatro metros de altura, cujo desenho com ameias e piso saliente foi inspirado nas torres do Castelo de Langeais. Uma plataforma com três metros de largura situada em redor do castelo foi usada para o posicionamento da artilharia em caso de ataque.
No século XVII, foi levantada a já referida ponte de pedra sobre o fosso, estendida entre a área de serviço e a entrada do castelo, a qual era protegida por uma ponte levadiça dupla e mata-cães. A ala de entrada e as alas laterais foram reduzidas em altura, de forma que a ala traseira, com três pisos, domina sobre a ala principal. Águas-furtadas e a torre das escadas poligonal surgem como ênfases adicionais ao conjunto. A esposa de Jean Bourre, Marguerite de Feschal, esteve activamente envolvida na criação e decoração de Plessis.
No interior, destaca-se sobre todos os outros o grande Salão Luís XI, cujo curioso apainelamento é decorado com motivos florais. A Sala do Parlamento, com o seu pavimento original, serviu como sala de jantar para ocasiões especiais. Está coberta por uma abóbada de nervuras e a sua principal característica é uma poderosa lareira.
A sala mais importante do castelo é a Sala dos Guardas, situada no primeiro andar, com um tecto de madeira pintado único em França. Este contém vinte e quatro imagens situadas em ambos os lados da viga central, as quais representam figuras de animais com um particular significado simbólico, assim como a representação de esquemas figurativos juntamento com provérbios, textos satíricos e versos divertidos e ousados.  

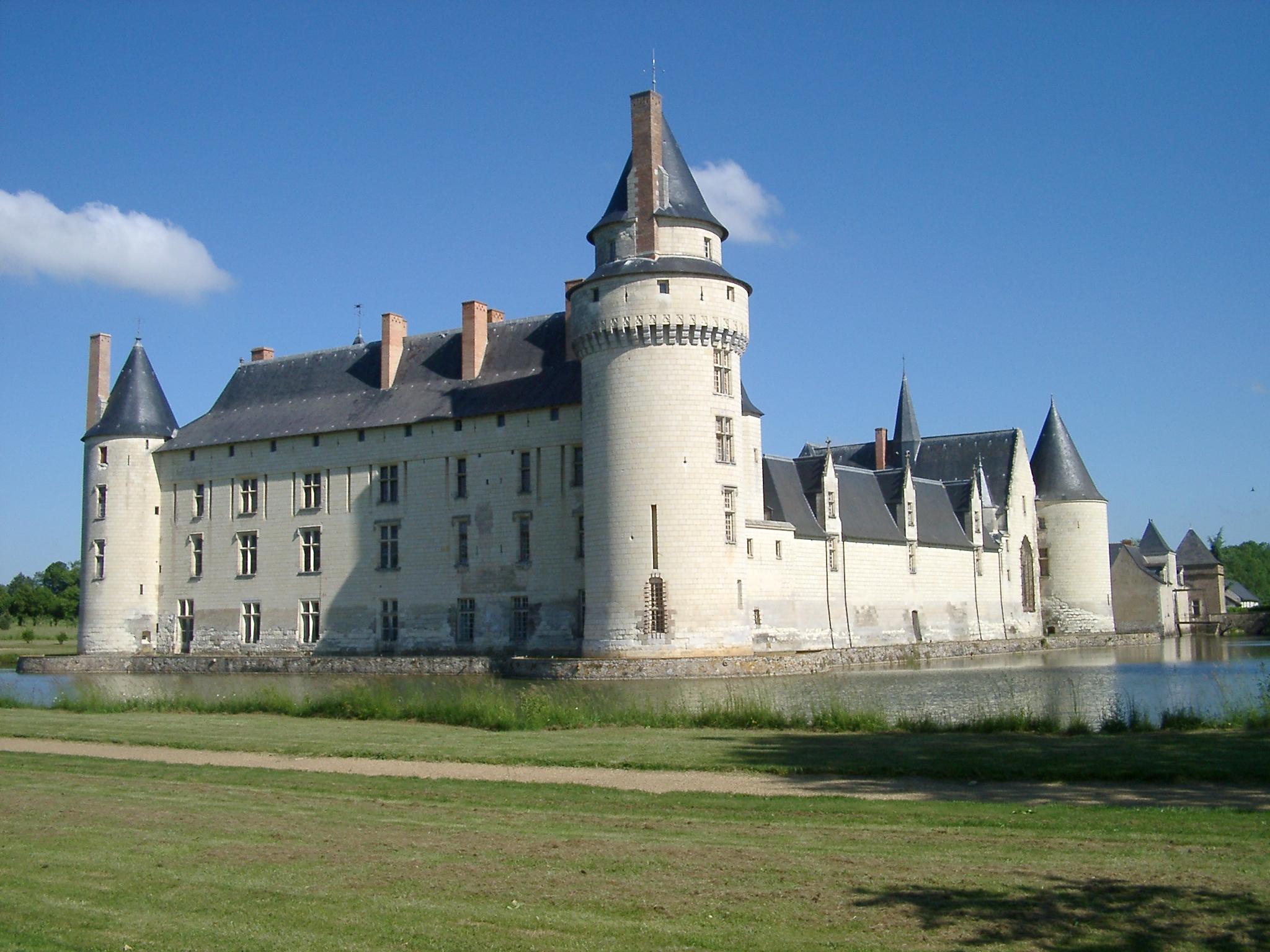
O castelo visto de sudoeste
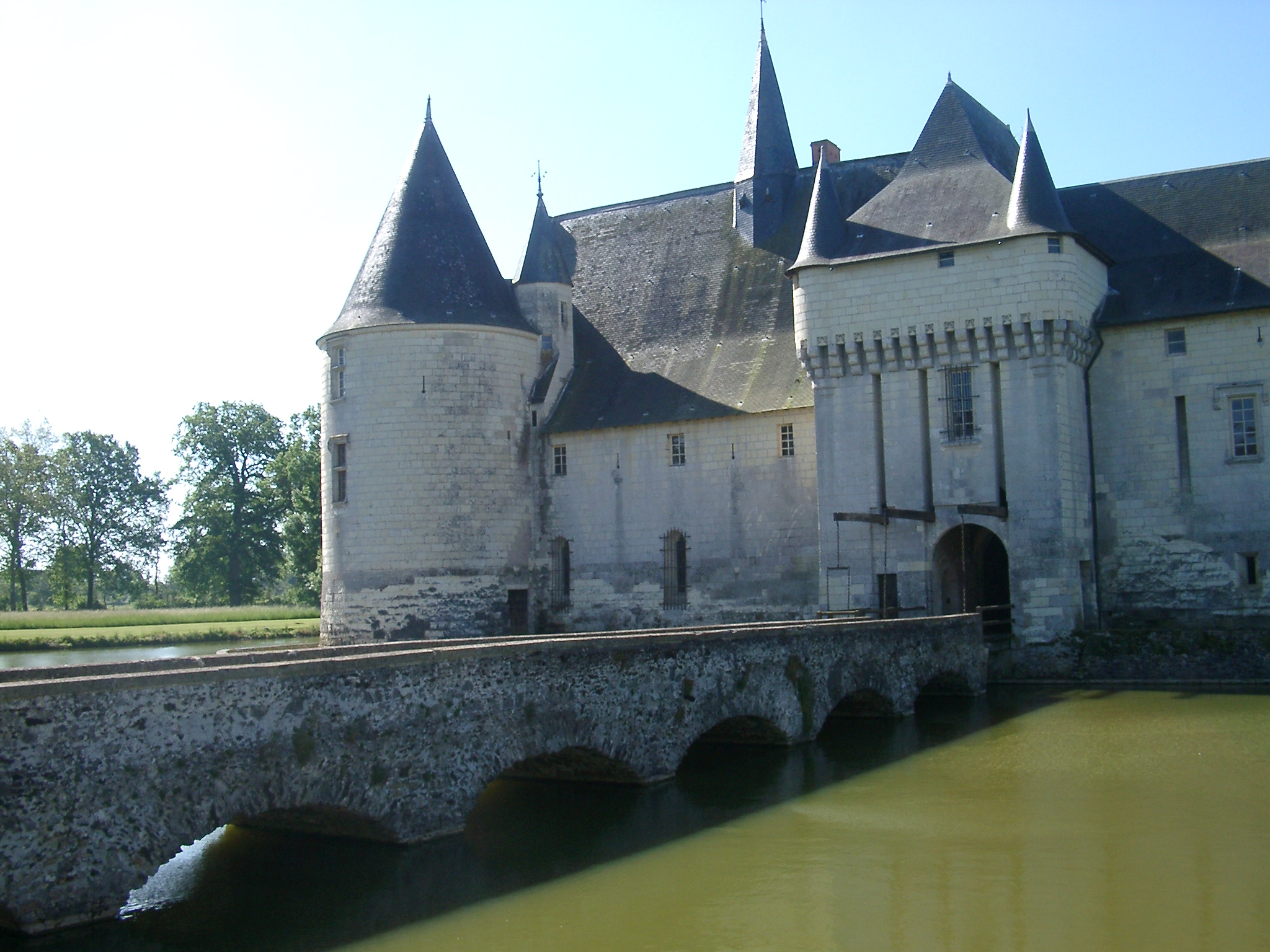
O castelo visto de nordeste
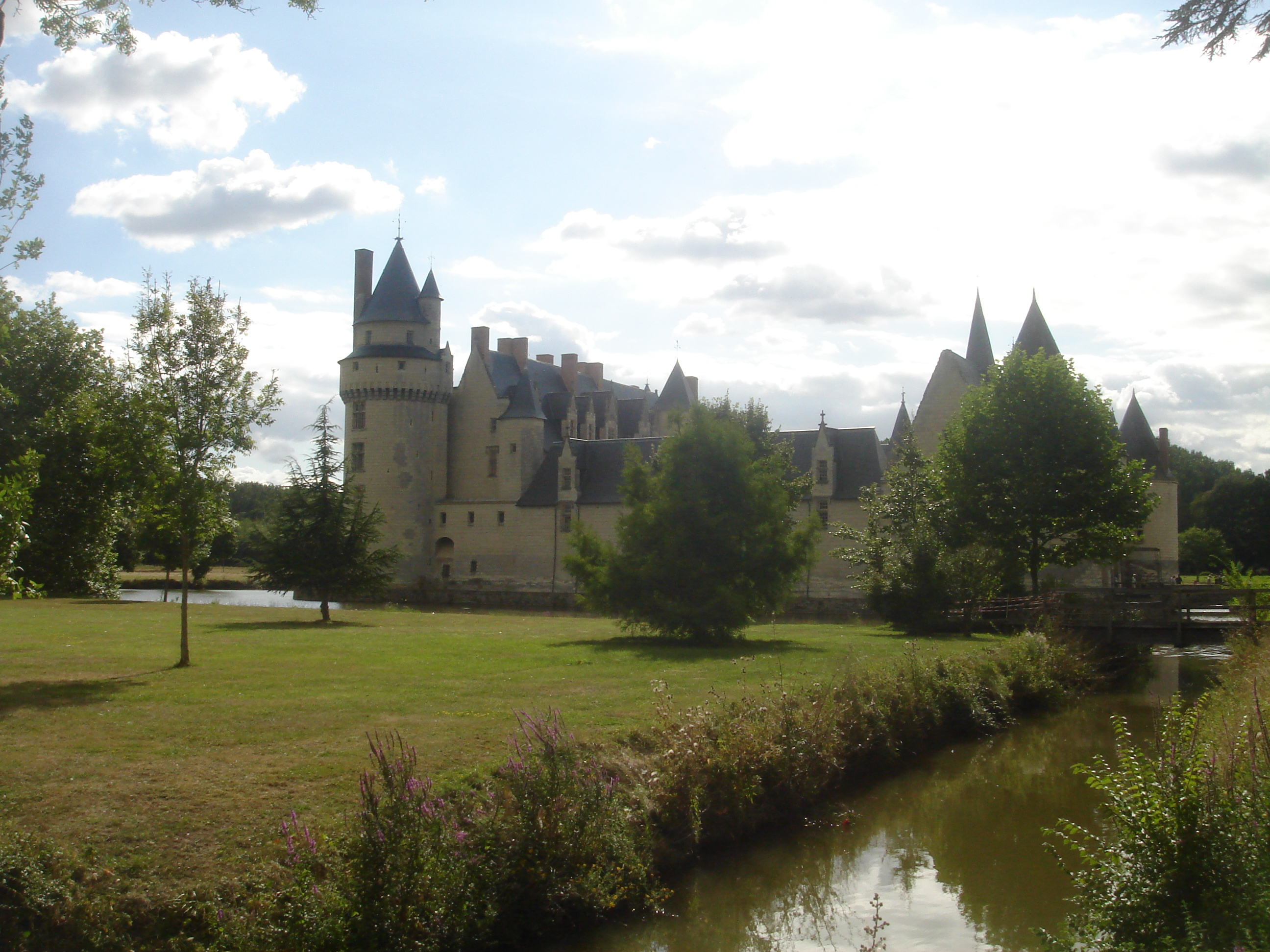
Castelo e jardim
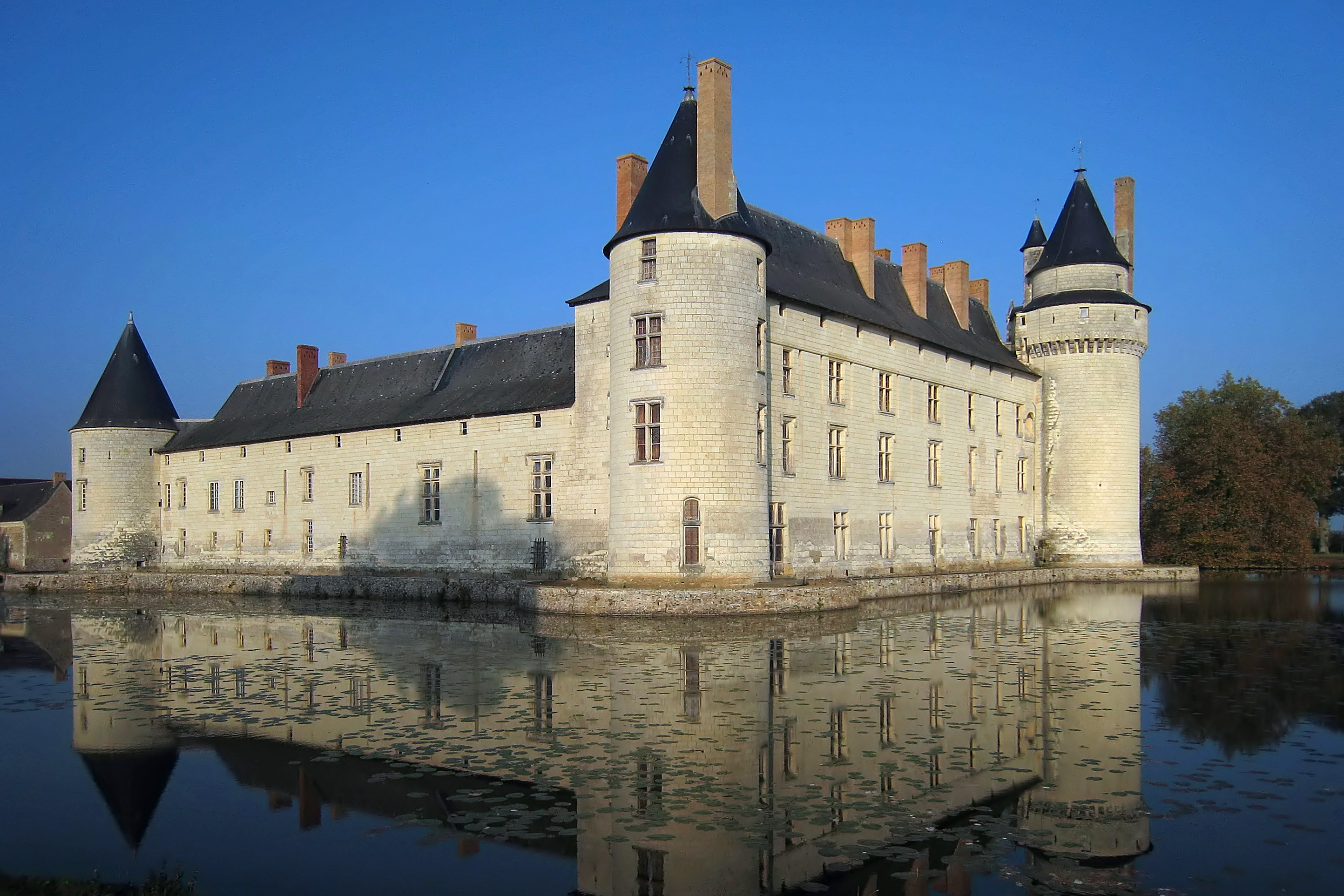
Traseiras da ala principal com torre de menagem

## Objectos classificados
O castelo também abriga obras-primas, tapeçarias, quadros, apainelamentos e móveis, entre os quais se contam:
- o tecto com caixotões da Sala dos Guardas forma vinte e quatro quadros. O autor das pinturas desse tecto é desconhecido. Seis grandes caixotões contêm, cada um, quatro hexágonos; dezasseis desses quadros mostram um símbolo dos alquimistas da época, nomeadamente inspirada nos três princípios activos: o mercúrio, o enxofre e o sal; os outros oito representam cenas proverbiais e são de "espírito inteligente e ousado". Esta ousadia é tal que, no século XVIII, os quadros foram dissimulados da vista dos hóspedes.
- uma virgem em dores, em madeira polícroma;
- duas tapeçarias da Flandres, inspiradas nos Actos dos Apóstolos. Uma tapeçaria do mártir de Saint-Étienne;
- um retrato de Jean Bourré em 1461 e um outro de Marguerite de Feschal, sua esposa;
- um quadro reproduzindo uma mesa do século XV de Charles Bourré;
- duas naturezas mortas assinadas Quentin de la Tour;
- numerosos móveis também são objectos classificados[1].

## Uma residência alquímica?
Em 1945, o hermenêutico Eugène Canseliet publicou Deux logis alchimiques, en marge de la science et de l'histoire ("Dois alojamentos alquímicos, à margem da ciência e da história"), obra que prolonga Les demeures philosophales ("As residências filosofais") de Fulcanelli e na qual afirma que o Castelo de Plessis-Bourré está ornamentado por símbolos alquímicos e esotéricos. No entanto, não existe nenhum elemento histórico que permita esta interpretação e, segundo Robert Halleux, a "ideia de que os monumentos ou as obras de arte contêm um simbolismo alquímico só remonta ao século XVII".

## O castelo no cinema
O Castelo de Plessis-Bourré serviu de cenário a diversos filmes, entre os quais:
- 1970 : Peau d'âne, de Jacques Demy, com Catherine Deneuve e Jean Marais;
- Louis XI, de Jean-Claude Lubtchansky;
- 1989 : Jeanne d'Arc, de Pierre Badel (telefilme);
- 1997 : Le Bossu, de Philippe de Broca;
- 2003 : Fanfan la Tulipe, de Gérard Krawczyk, com Vincent Perez e Penélope Cruz;
- 2007, difundido em 2008: La Reine et le Cardinal (telefilme), com Philippe Toretton.